# Spits boogsterrenmos
Spits boogsterrenmos (Plagiomnium cuspidatum) is een mossoort uit de sterrenmosfamilie (Mniaceae).

## Determinatie
Uiterlijke kenmerken
Spits boogsterrenmos vormt losse, geelgroene gazons met planten van 2–4 cm hoog. Goed ontwikkelde planten zijn met een beetje geoefend oog en een goede loep in het veld al te herkennen. De basis van de stengels is bedekt met dicht, bruin rizoïde vilt. De bladeren zijn ovaal, scherp gepunt, tot ongeveer 4 (zelden 6) mm lang en 2 mm breed, met de bladbasis lang en breed aflopend op de stengel. De breed aflopende blaadjes zijn toegespitst en hebben scherpe tanden, alleen in de tophelft van het blad. Door de eenhuizigheid is er grote kans planten met sporenkapsels te vinden. De bladnerf eindigt net voor of in de bladpunt.
De soort is tweeslachtig, d.w.z. met mannelijke en vrouwelijke gametangia in een perichaetium. Het is vaak vruchtbaar. De individueel staande sporogons hebben een 1,5–2,5 cm lange seta en een ovale, horizontaal naar knikkende, 2,5 mm lange sporenkapsels met een stomp deksel. De rijpingstijd van sporen is in het voorjaar.
Microscopische kenmerken
De bladranden zijn van basis tot punt bekleed met 3–5 rijen langwerpige cellen en zijn vanaf ongeveer het midden van het blad naar boven bedekt met 1–2-cellige scherpe tanden. De bladcellen in het midden van het blad zijn rond-zeshoekig, niet gevlekt, hebben duidelijk verdikte celhoeken, zijn niet in duidelijke rijen gerangschikt en ongeveer 19–29 µm lang en 15–28 µm breed. Aan de basis van het blad bevinden zich enkele rijen met rechthoekige en gestippelde cellen.

## Ecologie
Spits boogsterrenmos is kalkminnend en komt vooral voor op basenrijke plaatsen. Het is te vinden in de binnenduinen, grienden en rivierduinen, op humeuze klei en zandige leem en op boomvoeten met mineraalrijke schors. Het blad is toegespitst en voorzien van scherpe tanden, alleen in de tophelft van het blad.

## Verspreiding
Spits boogsterrenmos komt voor in Noord-Amerika, Noordwest-Afrika (en Oeganda) en Azië. In Centraal-Europa is deze soort wijdverspreid en komt het voor op vlaktes tot de middelste bergketens. In Nederland is de soort vrij algemeen. Het staat niet op de rode lijst en is niet bedreigd.

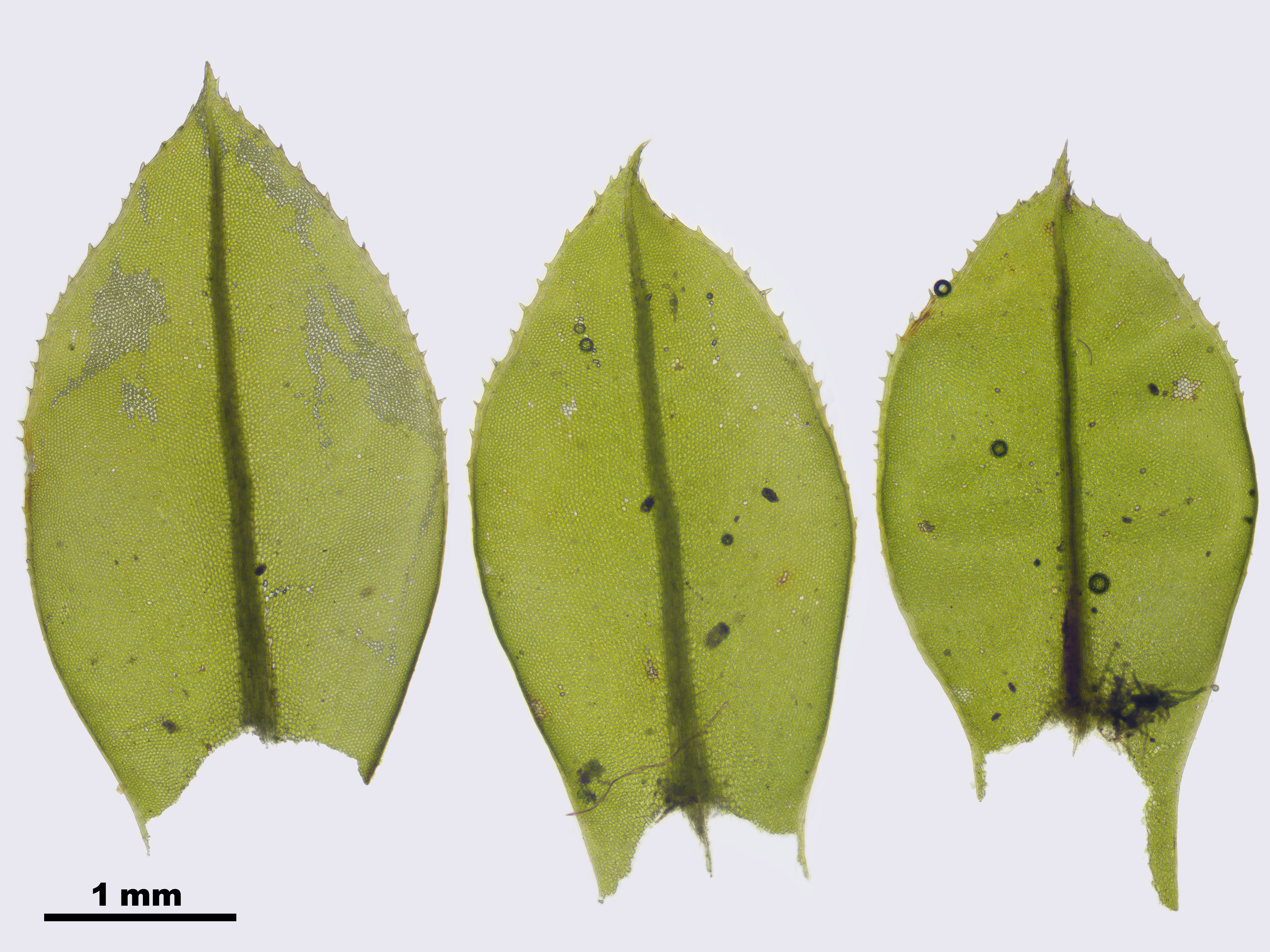
Blad
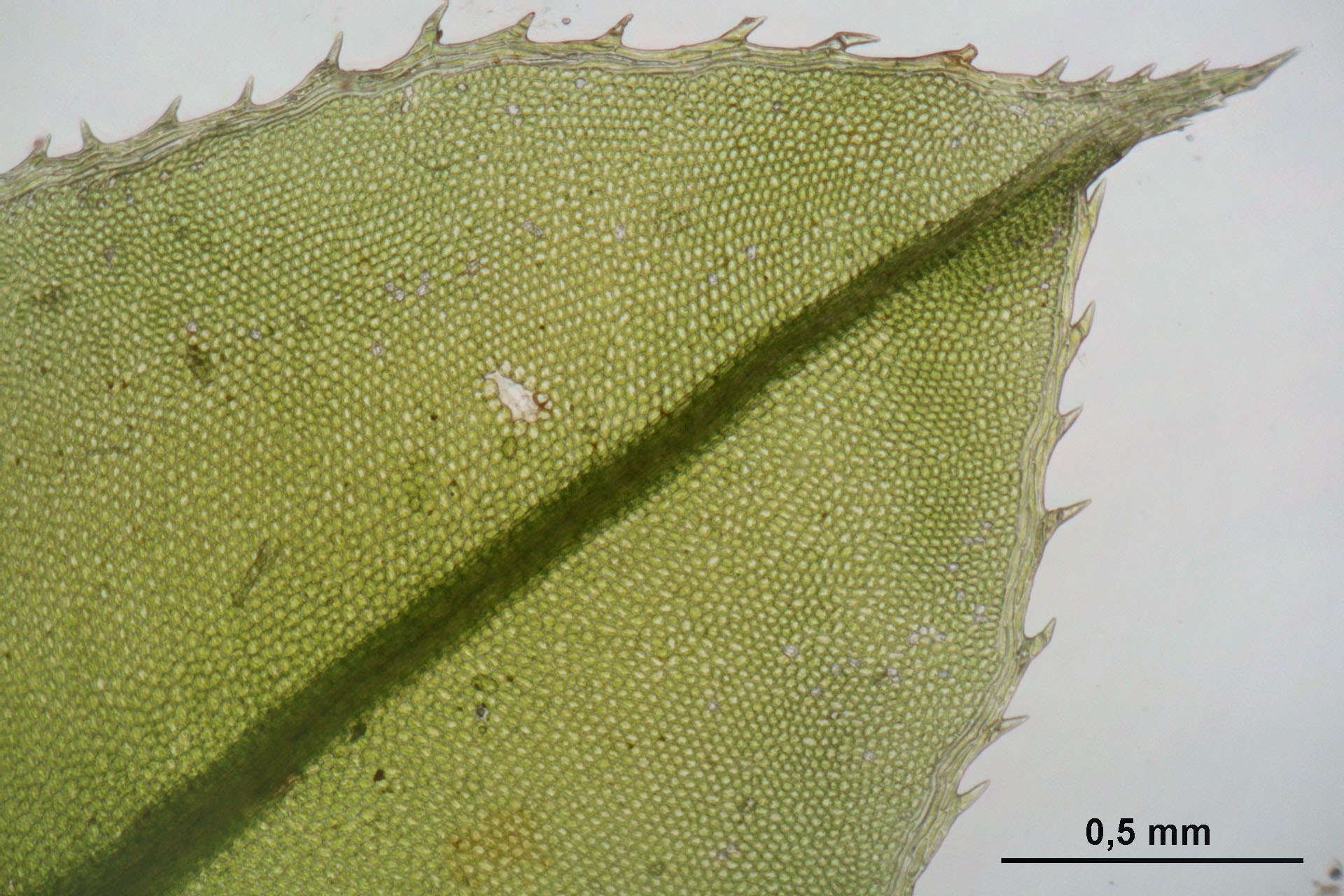
Bladtop
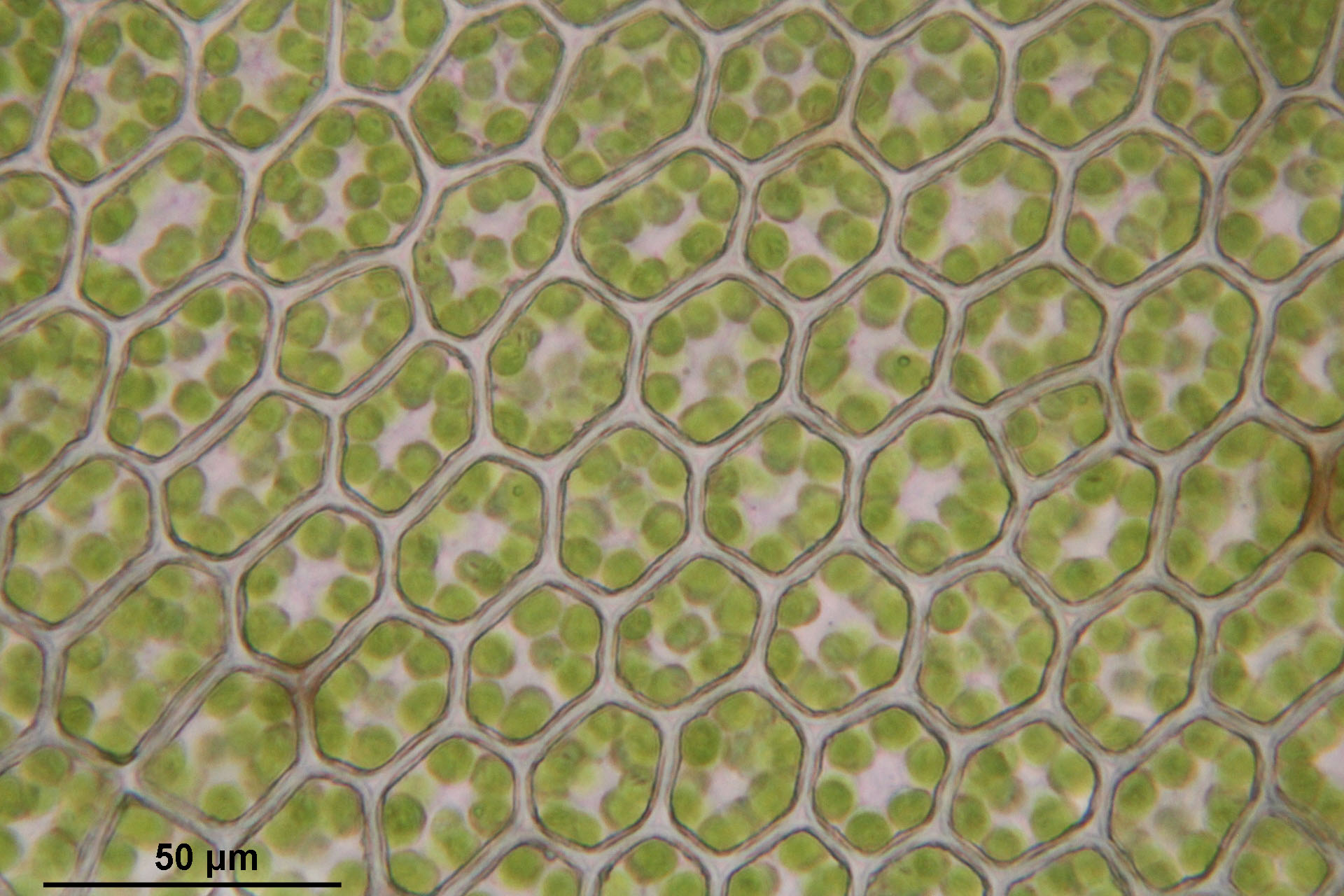
Bladcellen
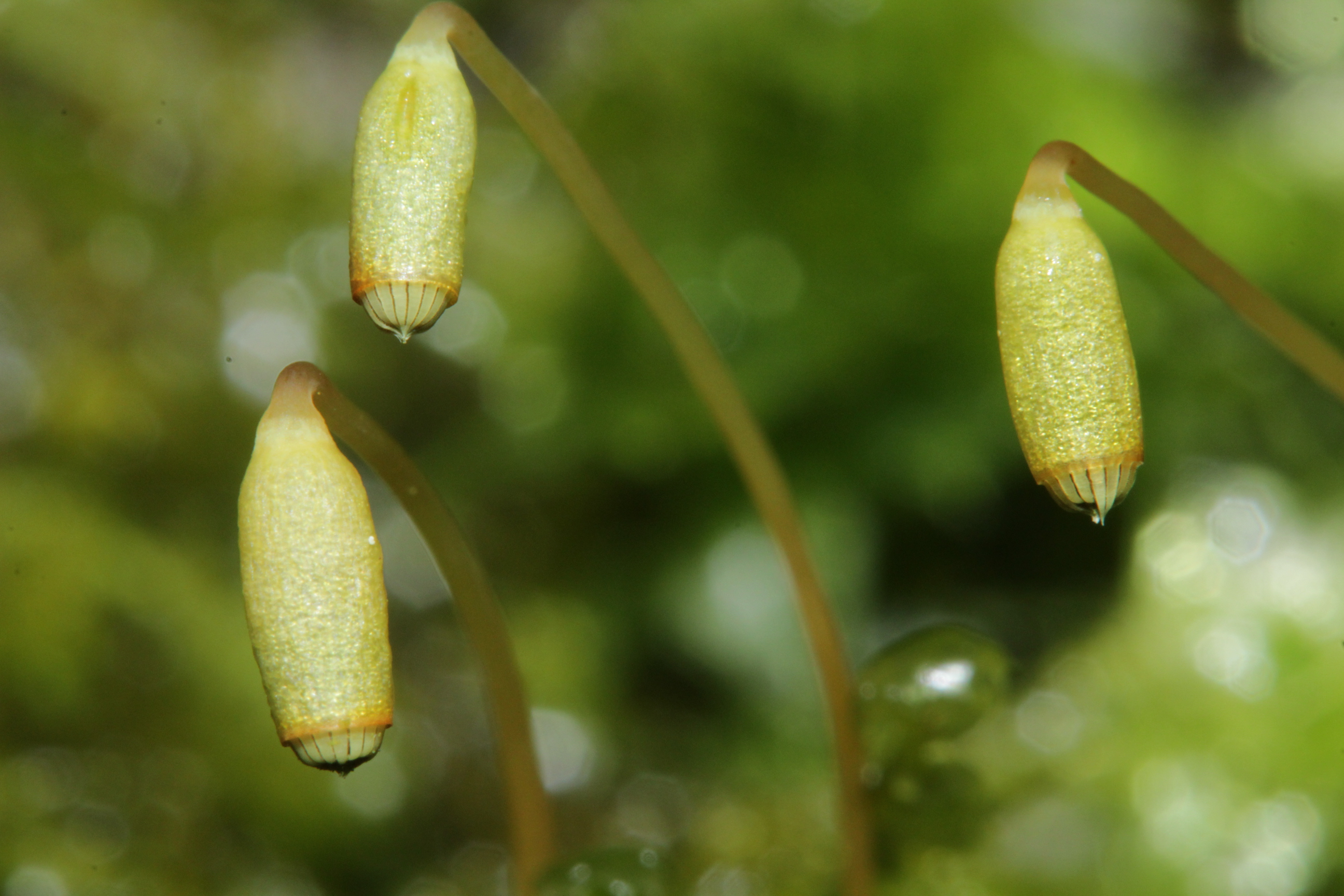
Sporenkapsels
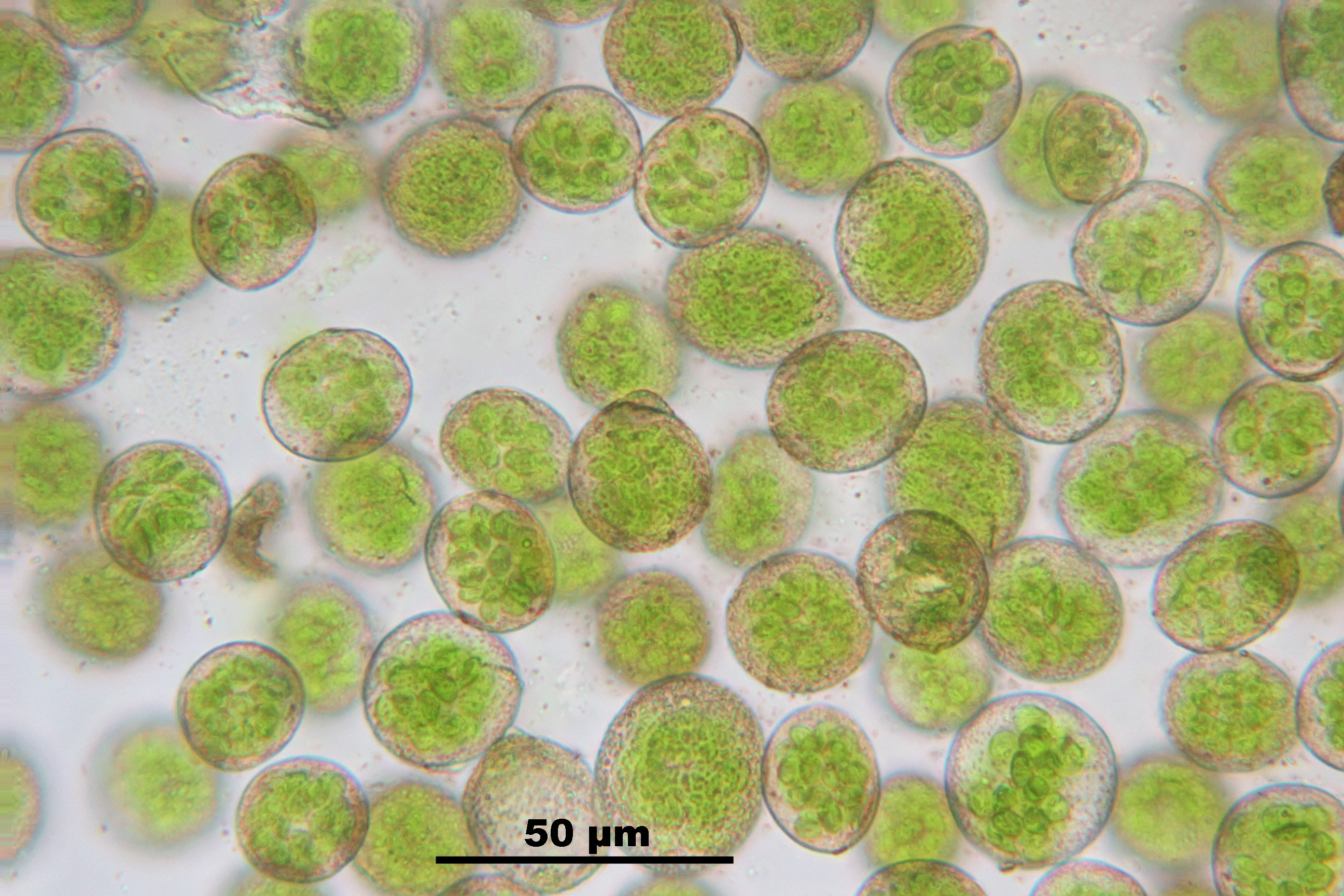
Sporen
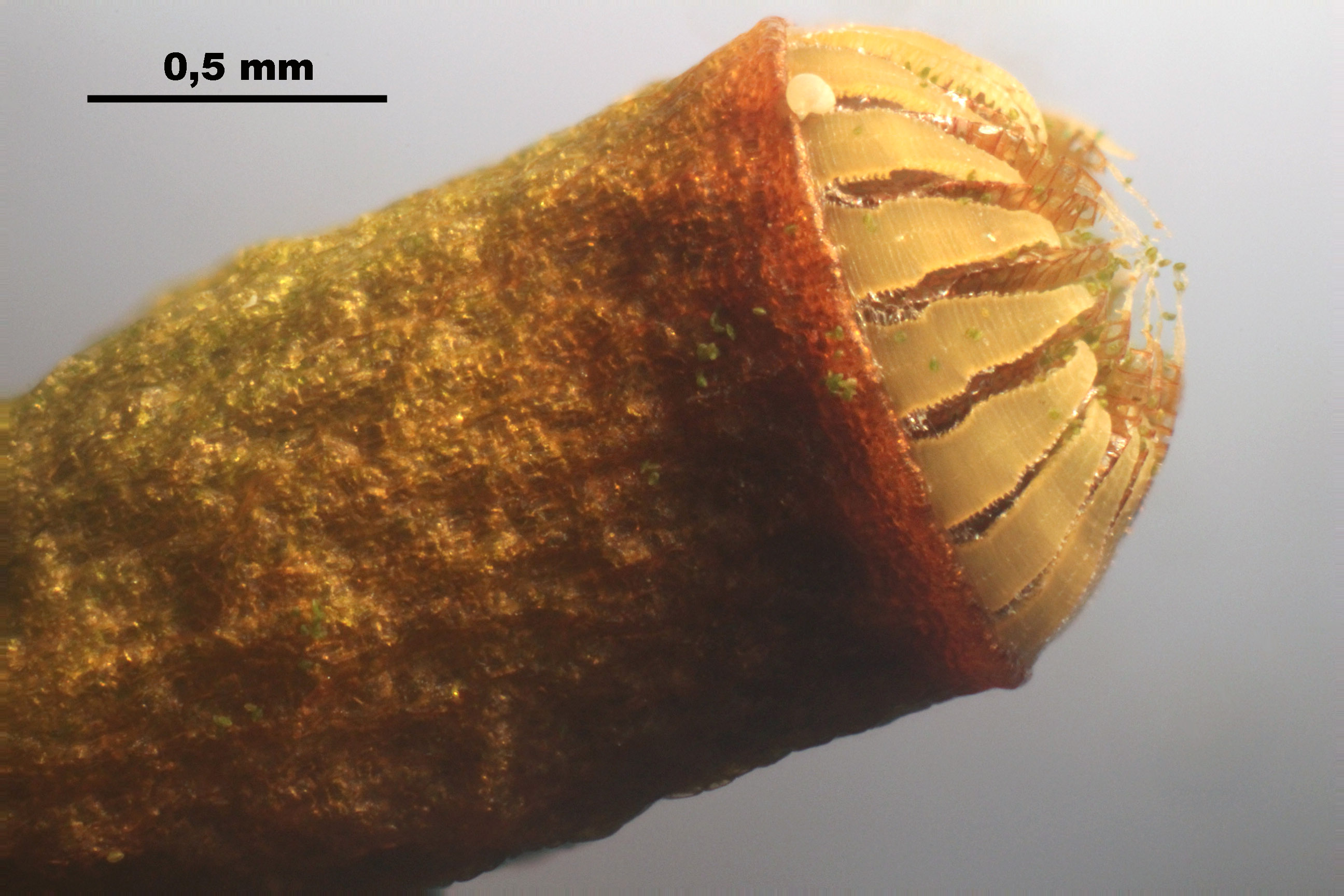
Peristoom